# Astures

Iberië 300 v.Chr.

De Astures waren Keltiberiërs, een Keltische stam gevestigd op het Iberisch Schiereiland (Spanje, Portugal). Ze waren een veehoudend volk en reden te paard. Ze woonden in de hooglanden in ronde lemen hutten.

## Geschiedenis
De Astures maakten mogelijk deel uit van de Hallstattcultuur. Rond 650 v.Chr., vanuit het Beiers-Boheemse thuisland migreerden ze via Gallië, over de Pyreneeën en de bergen van Spanje en Portugal tot aan de kust van de Golf van Biskaje. In geschreven teksten wordt van hen voor de eerste maal gewaggemaakt in de Slag bij de Metaurus in 207 v.Chr. waar ze streden aan de zijde van Hasdrubal Barkas.
Een hoofdrol speelden ze in de Cantabrische Oorlogen (29-19 v.Chr.), waar ze streden voor hun onafhankelijkheid tegen de Romeinse invallers. Na de Romeinse verovering behoorden ze tot de Romeinse provincie Hispania Tarraconensis. Tijdens de Grote Volksverhuizing, begin 5de eeuw werden ze overspoeld door de Sueben en de Visigoten, om uiteindelijk deel uit te maken van het Visigotische Rijk.
Na de Islamitische veroveringen van het Iberisch Schiereiland begin de 8ste eeuw konden de Astures stand houden en in 718 onder leiding van Don Pelayo stichtten ze het Koninkrijk Asturië, het begin van de Reconquista.